# Raspailia reticulata
Raspailia reticulata är en svampdjursart som först beskrevs av Carter 1881.  Raspailia reticulata ingår i släktet Raspailia och familjen Raspailiidae. Inga underarter finns listade i Catalogue of Life.